# Litoporus agricola
Litoporus agricola là một loài nhện trong họ Pholcidae. Loài này được phát hiện ở Brasil.